# 東京都立忠生高等学校
東京都立忠生高等学校（とうきょうとりつ ただおこうとうがっこう）は、かつて東京都町田市木曽町にあった都立高等学校である。
東京都立町田高等学校家政科と統合再編され、2008年度限りで閉校となった。2010年度より忠生高校跡地には、後継校の東京都立町田総合高等学校が開校している。

## 概要
- 設置学科　全日制課程　
  - 普通科

## 沿革
- 1971年4月 - 開校
- 2009年3月 - 閉校

## 所在地
- 東京都町田市木曽町18-2276（現・木曽西3丁目5-1）

## 著名な出身者
- 藤吉信次 - プロサッカー選手
- 豊口めぐみ - 声優
- 澤屋敷純一 - キックボクサー
- 春畑道哉 - TUBEのギタリスト、作曲家
- 林家うん平 - 落語家
- 東友美 - 元町田市議会議員
- 渡辺寛二 - 俳優・声優